# Cornel Pacoste
Cornel Pacoste (* 15. Juli 1930 in Peșteana-Vulcan, Ciuperceni, Kreis Gorj; † 12. Juli 1999 in Bukarest) war ein rumänischer Politiker der Rumänischen Arbeiterpartei PMR (Partidul Muncitoresc Român) und ab 1965 PCR (Partidul Comunist Român), der unter anderem zwischen 1984 und 1989 Kandidat des Politischen Exekutivkomitees des Zentralkomitees (ZK) der PCR sowie von 1985 bis 1986 Sekretär des ZK war. Darüber hinaus fungierte er zwischen 1986 und 1989 als Erster Stellvertretender Ministerpräsident.

## Leben

### Studium, Wasserbauingenieur und Hochschullehrer
Pacoste besuchte von 1941 bis 1949 das Tudor Vladimirescu-Gymnasium in Târgu Jiu und begann anschließend ein Studium im Fach Wasserbau am Institut für Bauwesen in Bukarest, das er 1953 als Wasserbauingenieur abschloss. Anschließend war ein Jahr lang Sekretär der Union der Arbeiterjugend UTM (Uniunea Tineretului Muncitor) am Institut für Bauwesen.
Er arbeitete anschließend zwischen Oktober 1953 und 1964 nacheinander als Wissenschaftlicher Assistent sowie zuletzt als Leiter der Werkstatt der Technischen Universität für Bauwesen Bukarest. 1955 trat er der Rumänischen Arbeiterpartei PMR (Partidul Muncitoresc Român) als Mitglied bei Daneben war er zwischen 1954 und 1956 auch Präsident des Gewerkschaftskomitees im Institut für Bauwesen und Mitglied des Stadtkomitees der UTM in Bukarest sowie im Anschluss von 1956 bis 1961 Sekretär der UTM im Bukarester Stadtteil V. I. Lenin. Darüber hinaus war er zwischen dem 30. Juni 1956 und dem 20. August 1960 auch Mitglied des Zentralkomitees der UTM.
Während dieser Zeit absolvierte 1959 eine zweimonatige Fortbildung für Baustatik in Moskau sowie für Baudynamik in Leningrad. Im Oktober 1961 wurde Pacoste Lehrbeauftragter für Baustatik am Institut für Bauwesen und fungierte daneben zwischen 1961 und 1964 auch als Sekretär des dortigen Parteikomitees sowie seit 1962 auch als Mitglied des Parteikomitees des Bukarester Universitätszentrums. 1962 war er Prodekan an der Fakultät für Bauingenieurwesen des Instituts für Bauwesen. Darüber hinaus absolvierte er zwischen 1963 und 1964 auch eine neunmonatige Fortbildung für Plastizitätstheorie und Berechnung von Kunststoffstrukturen in Lüttich.

### Vize-Außenminister und ZK-Sekretär
Nach seiner Rückkehr nach Rumänien nahm Pacoste 1964 seine Lehrtätigkeit in Teilzeit wieder auf, war aber hauptberuflich zwischen 1964 und 1971 Mitglied des Sekretariats des Parteikomitees im Universitätszentrum Bukarest sowie zuletzt von 1971 bis zum 9. Oktober 1973 Erster Sekretär des Parteikomitees im Universitätszentrum Bukarest. Zwischenzeitlich absolvierte er ein postgraduales Studium an der Akademie für Sozial- und Politikwissenschaften „Ștefan Gheorghiu“ und wurde 1973 Sekretär des Parteikomitees im Außenministerium.
Daraufhin fungierte Pacoste zwischen dem 9. Oktober 1973 und dem 23. Januar 1980 als Vize-Minister für Auswärtige Angelegenheiten. Er wurde auf dem Elften Parteitag der PCR vom 24. bis 27. November 1974 erstmals zum Mitglied des ZK gewählt und gehörte diesem Gremium zunächst bis zum 23. November 1979 an. Zugleich war er seit dem 3. November 1976 Mitglied der ZK-Kommission für Angelegenheiten der Partei- und Staatskader sowie seit dem 23. September 1980 Mitglied des Komitees für Angelegenheiten der Volksräte.
Am 9. Februar 1980 wurde Pacoste Erster Sekretär des Parteikomitees sowie Erster Vizepräsident des Exekutivkomitees des Volksrates im Kreis Arad und übte diese Funktion bis zum 17. Juli 1982 aus. Daraufhin fungierte er zwischen dem 22. Juli 1982 und dem 14. November 1985 als Erster Sekretär des Parteikomitees und Präsident des Exekutivkomitees des Volksrates im Kreis Timiș. Am 18. Dezember 1982 wurde er abermals Mitglied des ZK und gehörte diesem nunmehr bis zum 22. Dezember 1989 an.
Zugleich wurde Pacoste auf dem Dreizehnten Parteitag der PCR vom 19. bis 22. November 1984 auch zum Kandidaten des Politischen Exekutivkomitees des ZK gewählt, dem er ebenfalls bis zum 22. Dezember 1989 angehörte. Für seine Verdienste wurde er 1984 mit dem Orden der Arbeit Erster Klasse (Ordinul Muncii) ausgezeichnet.
Er war zwischen dem 14. November 1985 und dem 26. August 1986 auch Sekretär des ZK der PCR. 1985 wurde er Mitglied der Großen Nationalversammlung (Marea Adunare Națională) und vertrat in dieser bis zum 22. Dezember 1989 den Wahlkreis Timiș. Während seiner Parlamentszugehörigkeit war er seit dem 29. März 1985 Vorsitzender des Ausschusses für Bildung, Wissenschaft und Kultur.
Er bekleidete danach vom 26. August 1986 bis zum 22. Dezember 1989 die Funktionen als Erster Stellvertretender Ministerpräsident (Viceprim-Ministru) und Mitglied des Exekutivbüros des Ministerrates. Des Weiteren war er zwischen dem 5. Februar und dem 11. November 1987 auch Präsident der Regierungskommission für Zusammenarbeit sowie Vertreter Rumäniens beim Rat für gegenseitige Wirtschaftshilfe (RGW). 1988 war er zudem Mitglied des Büros der ZK-Kommission für Fragen der wirtschaftlichen Zusammenarbeit und internationalen Beziehungen zwischen Parteien und Staaten.
Nach der Revolution im Dezember 1989 wurde Pacoste wegen Beihilfe zum Mord zu 20 Jahren Gefängnis verurteilt. Im Jahr 1997 wurde das Urteil auf 10 Jahre Gefängnis reduziert.